# Kathleen Rubins
Kathleen (Kate) Hallisey Rubins (Farmington (Connecticut), 14 oktober 1978) is een Amerikaans ruimtevaarder. In 2016 verbleef ze 115 dagen aan boord van het Internationaal ruimtestation ISS. In 2020 ging zij voor een tweede missie de ruimte in.
Rubins maakt deel uit van NASA Astronautengroep 20. Deze groep van 14 astronauten begon hun training in augustus 2009 en werden op 4 november 2011 astronaut.
Rubins haar eerste  ruimtevlucht was Sojoez MS-01 en vond plaats op 7 juli 2016. Deze vlucht bracht de bemanningsleden naar het ISS. Ze maakte deel uit van de bemanning van ISS-Expeditie 48 en 49. Ze maakte twee ruimtewandelingen. In oktober 2020 ging ze opnieuw de ruimte in met Sojoez MS-17 om deel te nemen aan ISS-Expeditie 64
Op 9 december 2020 werd Rubins samen met zeventien anderen opgenomen in de eerste groep astronauten voor het Artemisprogramma.
1. ↑  (en) , Tweet van Jeff Foust, Twitter, 9 december 2020. Gearchiveerd op 15 april 2023.